# Meteorologiåret 1983

## Händelser

### Januari
- Januari – Sveriges kuster drabbas av svåra stormar, och vattnets eroderande kraft flyttar upp strandlinjerna på landbacken vid bland annat Skåne och Gotska Sandön.[1]
- 6 januari
  - Stockholm i Sverige upplever sin varmaste januaridag sedan 1898, med + 10 °C.[1]
  - Prag i Tjeckoslovakien upplever sin varmaste trettondedag jul på 200 år, med + 12.8 °C.[1]

### Mars
- 22 mars – I Tanybryn, Victoria, Australien faller 375 millimeter regn, vilket blir regnrekord för en dag i Victoria [2].

### April
- 14 april – En överraskande snöstorm i östcentrala Minnesota, USA lämnar över 13,6 inch snö efter sig i Twin Cities. Dagen därpå är himlen blå, och klar aprilsol skiner [3].

### Maj
- Maj – 103 millimeter nederbörd faller över Leksand, Sverige vilket innebär nytt lokalt rekord i månadsnederbörd [4].
- 19 maj – Ett internationellt vädersymposium i Stockholm förebådar en kallare period i världens klimat.[1]

### Juni
- Juni-augusti - Sverige upplever en rekordtorr sommar i de södra delarna.[1]
- 30 juni – I Butlers Gorge, Shannon och Tarraleah i Tasmanien, Australien uppmäts temperaturen –13,0°C, vilka alla blir Tasmaniens lägst uppmätta temperatur någonsin [2].

### Juli
- 11 juli - En veckolång värmebölja i Skandinavien kulminerar med att tempeaturen + 34 °C uppmäts vid Observatorielunden i Stockholm i Sverige.[1]
- 12 juli - I Belfast, County Antrim i Nordirland, Storbritannien uppmäts temperaturen + 30,8 °C (87,4 °F), och därmed tangeras det nordirländska värmerekordet från 1976 [5].
- 21 juli – Temperaturen - 89,2 °C uppmäts i Vostok i Antarktis och är därmed den absolut lägsta temperaturen som uppmätts i världen [6].
- 27 juli – I Dellach im Drautal, Österrike uppmäts temperaturen +39,7 °C (103,5 °F) vilket är Österrikes högsta uppmätta temperatur någonsin [7].

### Augusti
- Augusti - Med 829,3 millimeter i Lurøy, Norge noteras norskt månadsnederbördsrekord för månaden [8].
- 7 augusti - Värmerekord för Thunder Bay i Ontario, Kanada uppmäts med +40,3 °C [9].
- 22 augusti - Vid Gävle flygplats i Sverige slås svenskt rekord för högsta byvind i augusti, med 30 meter per sekund [10].

### September
- 24 september – I Hall Land, Grönland uppmäts temperaturen - 30,4 °C, vilket blir Grönlands lägst uppmätta temperatur för månaden [11].
- 29 september – Sensommarvärme råder på vissa håll i Minnesota, USA [12].

### Oktober
- September - Med  1116,7 millimeter i Brekke, Norge noteras norskt månadsnederbördsrekord för månaden [13].

### November
- November - Med medeltemperaturen –17,8  °C, hela 8,4 grader under det normala, tangerar upplever Karasjok Norges rekord för kallaste novembermånad någonsin, vilket sattes på samma ort 1971 [14].
- 24 november – Snöstorm härjar i Minnesota, USA [15].

### December
- December - Stora delar av Sverige upplever ett par ytterst markanta lufttryckfall, direkt följda av en lika stor tryckstegring [16].
- 11 december – Nio bilar faller genom isen på Buffalosjön i centrala Minnesota, USA då bra 5-6 inch is finns på sjön [17].
- 25 december - Med 20 inch uppmäts det största snödjupet någonsin för juldagen i Minnesota, USA [18].
- 30 december – En orkan härjar vid Landsort, Sverige då det blåser 33 meter per sekund [19].

### Okänt datum
- EUMETSAT grundas i Norge [20].
- SMHI börjar mäta solstrålningen i Sverige [21].
- Peru drabbas under senare delen av året av svåra naturkatastrofer, orsakade av regn och torka.[1]

## Avlidna
- Okänt datum – Francis Reichelderfer, amerikansk meteorolog.
- Okänt datum – Phil Brogan, amerikansk journalist, författare, historiker, geolog, paleontolog, geograf, meteorolog och astronom.

### Fotnoter
1. 1 2 3 4 5 6 7   Horisont 1983. Bertmarks
2. 1 2  ”Australian Temperature Extremes”. Bureau of Meteorology. 1 april 2009. http://www.bom.gov.au/climate/extreme/records/national.pdf. Läst 4 februari 2011.
3. ↑  ”Arkiverade kopian”. Arkiverad från originalet den 16 juli 2010. https://web.archive.org/web/20100716104244/http://www.climate.umn.edu/pdf/day_in_weather_history/april_wx_history.pdf. Läst 16 februari 2011.
4. ↑  SMHI
5. ↑  ”Extreme weather”. Met Office. Arkiverad från originalet den 29 december 2010. https://web.archive.org/web/20101229172517/http://www.metoffice.gov.uk/climate/uk/extremes/index.html. Läst 20 augusti 2010.
6. ↑  SMHI
7. ↑  wetterrekorde Arkiverad 28 september 2011 hämtat från the Wayback Machine. Central Institute for Meteorology and Geodynamic
8. ↑  ”MET”. Arkiverad från originalet den 27 september 2010. https://web.archive.org/web/20100927134251/http://met.no/?module=Articles;action=Article.publicShow;ID=2894. Läst 6 februari 2011.
9. ↑  ”Dan, Dan the Weatherman's Canadian Weather Trivia Page”. Arkiverad från originalet den 9 september 2013. https://web.archive.org/web/20130909001246/http://www.dandantheweatherman.com/cantriv.html. Läst 23 februari 2011.
10. ↑  ”SMHI”. Arkiverad från originalet den 28 november 2012. https://web.archive.org/web/20121128014858/http://www.smhi.se/kunskapsbanken/meteorologi/sommarovadret-2008-1.9482. Läst 13 februari 2011.
11. ↑  DMI
12. ↑  ”Arkiverade kopian”. Arkiverad från originalet den 26 juli 2010. https://web.archive.org/web/20100726102501/http://www.climate.umn.edu/pdf/day_in_weather_history/september_wx_history.pdf. Läst 16 februari 2011.
13. ↑  ”MET”. Arkiverad från originalet den 15 december 2010. https://web.archive.org/web/20101215194451/http://met.no/?module=Articles;action=Article.publicShow;ID=7494. Läst 6 februari 2011.
14. ↑  MET
15. ↑  ”Arkiverade kopian”. Arkiverad från originalet den 16 juli 2010. https://web.archive.org/web/20100716104924/http://www.climate.umn.edu/pdf/day_in_weather_history/november_wx_history.pdf. Läst 16 februari 2011.
16. ↑  SMHI
17. ↑  ”Arkiverade kopian”. Arkiverad från originalet den 15 december 2010. https://web.archive.org/web/20101215013148/http://climate.umn.edu/pdf/day_in_weather_history/december_wx_history.pdf. Läst 16 februari 2011.
18. ↑  - Minnesota Climatology Working Group  Arkiverad 26 maj 2011 hämtat från the Wayback Machine.
19. ↑  SMHI
20. ↑  MET Arkiverad 15 december 2010 hämtat från the Wayback Machine.
21. ↑  ”SMHI”. Arkiverad från originalet den 14 juli 2011. https://web.archive.org/web/20110714040236/http://www.smhi.se/klimatdata/meteorologi/stralning/Solstralning-i-Sverige-sedan-1983-1.8243. Läst 18 februari 2011.